# Agravain
Agravain és un personatge de la matèria de Bretanya. És un cavaller de la Taula Rodona germà de Galvany presentat com valent però arrogant. A mesura que avancen els textos artúrics la seva imatge és més negativa, ja que és el responsable de revelar l'amor secret i adúlter de la Reina Ginebra i Lancelot malgrat els advertiments d'altres cavallers. Un dels primers epítets que l'acompanyen és "el de mà dura".
Agravain odia Lancelot, a qui enveja, i per això decideix revelar l'adulteri al seu oncle i junts planegen una trampa per descobrir en el moment els encontres dels amants. En els textos més tardans, aquest odi és atiat per Mordred. En altres passatges sembla que l'origen és l'enveja que té per no ser respectat l'ordre de naixença i els privilegis que li correspondrien, fet que el fa tornar venjatiu. Apareix com un home ressentit capaç d'usar paraules irades A les obres modernes apareix com assassí de la seva mare.
La seva mort canvia segons les obres de referència, en algunes d'elles és Lancelot qui el mata escapant de la trampa o bé tractant de rescatar la reina quan la fan presonera.